# Lockheed C-5 Galaxy

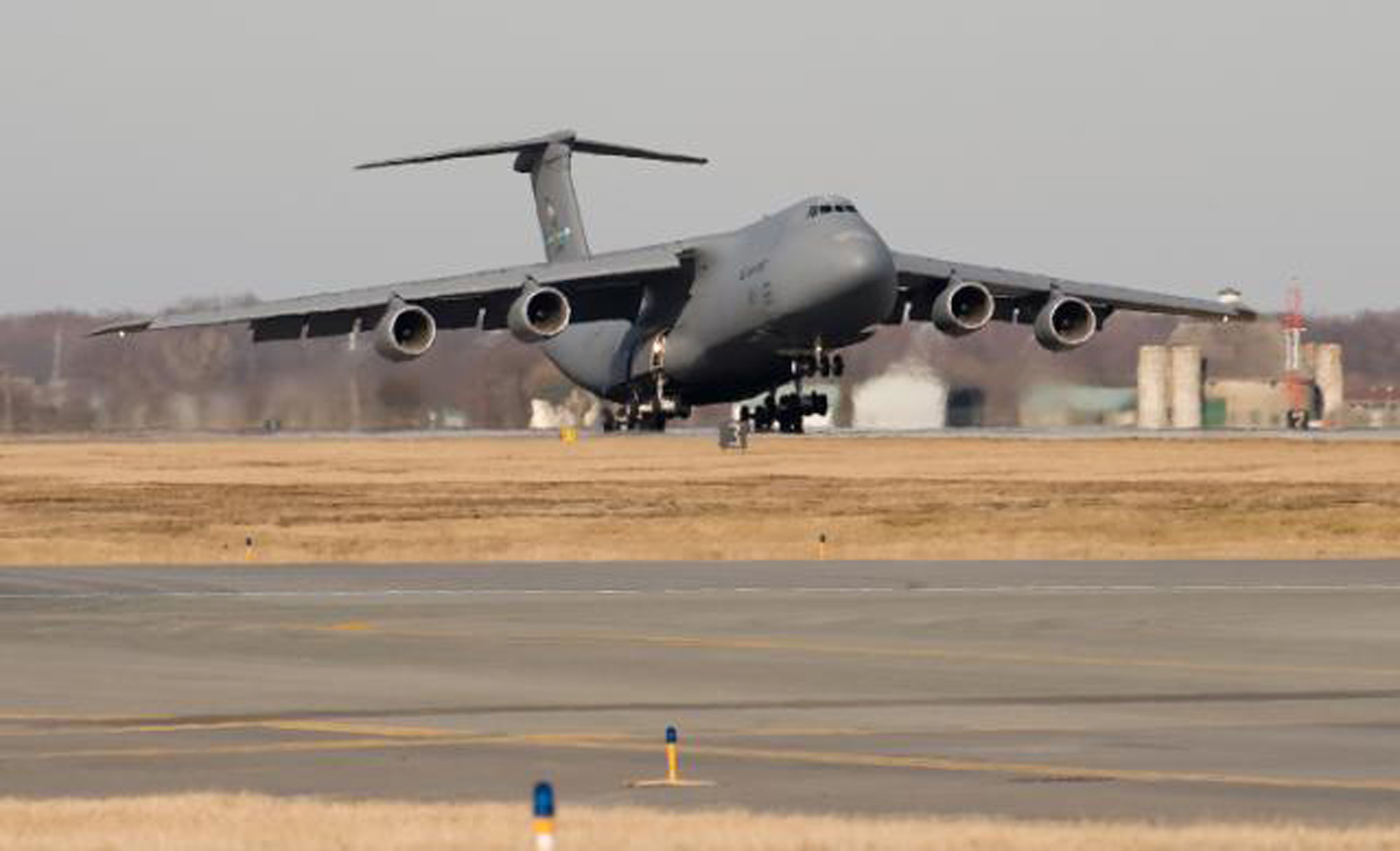
Посадка C-5M Galaxy «Spirit of Global Reach»

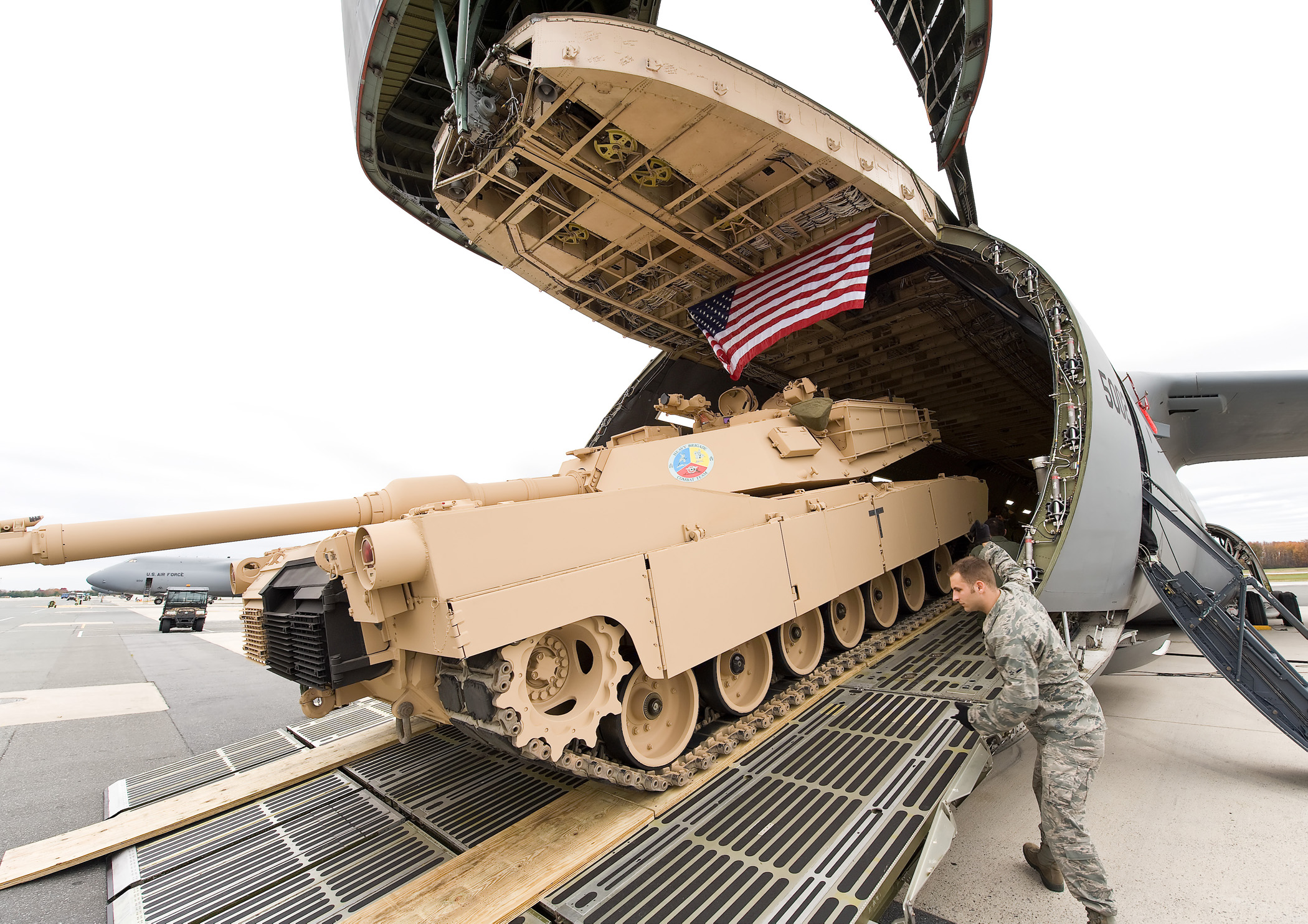
Погрузка танка M1 Abrams на C-5 Galaxy

Локхид C-5 «Галакси» (англ. Lockheed C-5 Galaxy) — американский тяжёлый военно-транспортный самолёт.
Третий после Ан-225 и Ан-124 по грузоподъёмности грузовой самолёт в мире, и второй после Ан-124 по грузоподъёмности серийный грузовой самолёт. До создания в 1982 году Ан-124 был крупнейшим серийным грузовым самолётом в мире. Способен перевозить либо шесть вертолётов AH-64 «Апач», или четыре БМП M2 Брэдли, или шесть БТР M1126/M1135 Страйкер, или один современный танк M1 Abrams либо две модели 1980 года, или до 345 солдат и офицеров.

## История создания
Первый C-5A Galaxy (серийный номер 66-8303) был выпущен заводом-изготовителем в Мариетте, штат Джорджия, 2 марта 1968 года. 30 июня 1968 года летные испытания C-5A начались с первого полета, выполненного Лео Салливаном, с позывным «восемь-три-о-три тяжелый». Летные испытания показали, что самолет продемонстрировал более высокое число Маха расхождения лобового сопротивления, чем предсказывалось данными аэродинамической трубы. Максимальный коэффициент подъемной силы, измеренный в полете при отклонении закрылков на 40°, был выше, чем прогнозировалось (2,60 против 2,38), но был ниже, чем прогнозировалось при отклонении закрылков на 25° (2,31 против 2,38) и при убранных закрылках (1,45 против 1,52).
В июле 1969 года во время испытания на изгиб фюзеляжа крыло отказало при 128 % предельной нагрузки, что ниже требования, чтобы оно выдерживало 150 % предельной нагрузки. В крыло были внесены изменения, но во время испытания в июле 1970 года оно вышло из строя при 125 % предельной нагрузки. Была включена пассивная система снижения нагрузки, включающая элероны с вертикальным расположением, максимально допустимая полезная нагрузка была снижена с 220 000 до 190 000 фунтов (от 100 000 до 86 000 кг). В то время с вероятностью 90 % было предсказано, что не более 10 % парка из 79 планеров достигнут усталостного ресурса в 19 000 часов без растрескивания крыла.

## Производство
По завершении испытаний в декабре 1969 года первый C-5A был передан в учебное подразделение на базе ВВС Алтус, штат Оклахома. Локхид доставил первую оперативную «Galaxy» в 437-е авиакрыло на военно-воздушную базу Чарльстон, Южная Каролина, в июне 1970 года. Из-за более высоких, чем ожидалось, затрат на разработку в 1970 году прозвучали публичные призывы к правительству разделить значительные убытки, которые испытывал Lockheed. Производство было почти остановлено в 1971 году, когда Lockheed столкнулась с финансовыми трудностями, отчасти из-за разработки C-5 Galaxy, а также гражданского реактивного лайнера Lockheed L-1011 TriStar. Правительство США предоставило Lockheed кредиты для поддержания деятельности компании.
В рамках военной политики президента Рональда Рейгана было выделено финансирование для расширения возможностей воздушных перевозок ВВС США. Поскольку до завершения программы C-17 оставалось еще несколько лет, Конгресс одобрил финансирование новой версии C-5, C-5B, в июле 1982 года для расширения возможностей воздушных перевозок. Первый C-5B был доставлен на военно-воздушную базу Алтус в январе 1986 года. В апреле 1989 года последний из 50 самолетов C-5B был добавлен к 77 самолетам C-5A в структуре ВВС. C-5B включает в себя все усовершенствования C-5A и многочисленные дополнительные модификации системы для повышения надежности и ремонтопригодности.
В 1998 году в рамках Программы модернизации авионики (AMP) началась модернизация авионики C-5, включающая стеклянную кабину, навигационное оборудование и новую систему автопилота. Другой частью усилий по модернизации C-5 являлась программа повышения надежности и переоборудования (RERP). Программа заменила двигатели на более новые, более мощные. В общей сложности был заключен контракт на модернизацию 52 самолетов C-5, состоящих из 49 самолетов B-, двух самолетов C- и одного самолета A-модели в рамках RERP. Программа включала в себя более 70 изменений и обновлений, включая новые двигатели General Electric. 22 «Super Galaxies» C-5M были готовы по состоянию на август 2014 года.
Обновление по программе RERP было завершено 25 июля 2018 года. ВВС США получили последний модифицированный самолет 1 августа 2018 года

## Модификации
- C-5A — первые (81 самолёт) построенные до 1973 года
- C-5B — 50 самолётов, изготовленных в период с 1986 до 1989, отличаются более современной авионикой по сравнению с C-5A
- C-5C — специализированные для нужд НАСА, два самолёта (68-0213 и 68-0216)
- C-5M — модернизация с октября 2004 года (с новым двигателем и новой авионикой), принят на вооружение в 2014 году (12 самолётов)
- L-500 — гражданский транспортный самолёт.

## Лётно-технические характеристики C-5B
- Экипаж — 5 человек

- Размах крыла — 67,88 м
- Длина самолёта — 75,54 м
- Высота самолёта — 19,85 м
- Площадь крыла — 575,98 м²
- Масса
  - пустого самолёта — 169 643 кг
  - максимальная взлётная — 379 657 кг
    - Топлива — 150 819 кг[12]
- Тип двигателя — 4×ТВРД General Electric TF39-GE-1C
  - Тяга — 4×191,27 кН
- Максимальная скорость — 919 км/ч
- Крейсерская скорость — 888 км/ч
- Практическая дальность — до 10 411 км
- Дальность действия — до 5526 км
- Практический потолок — 10 895 м

## Транспортные характеристики C-5B
Полезная нагрузка:

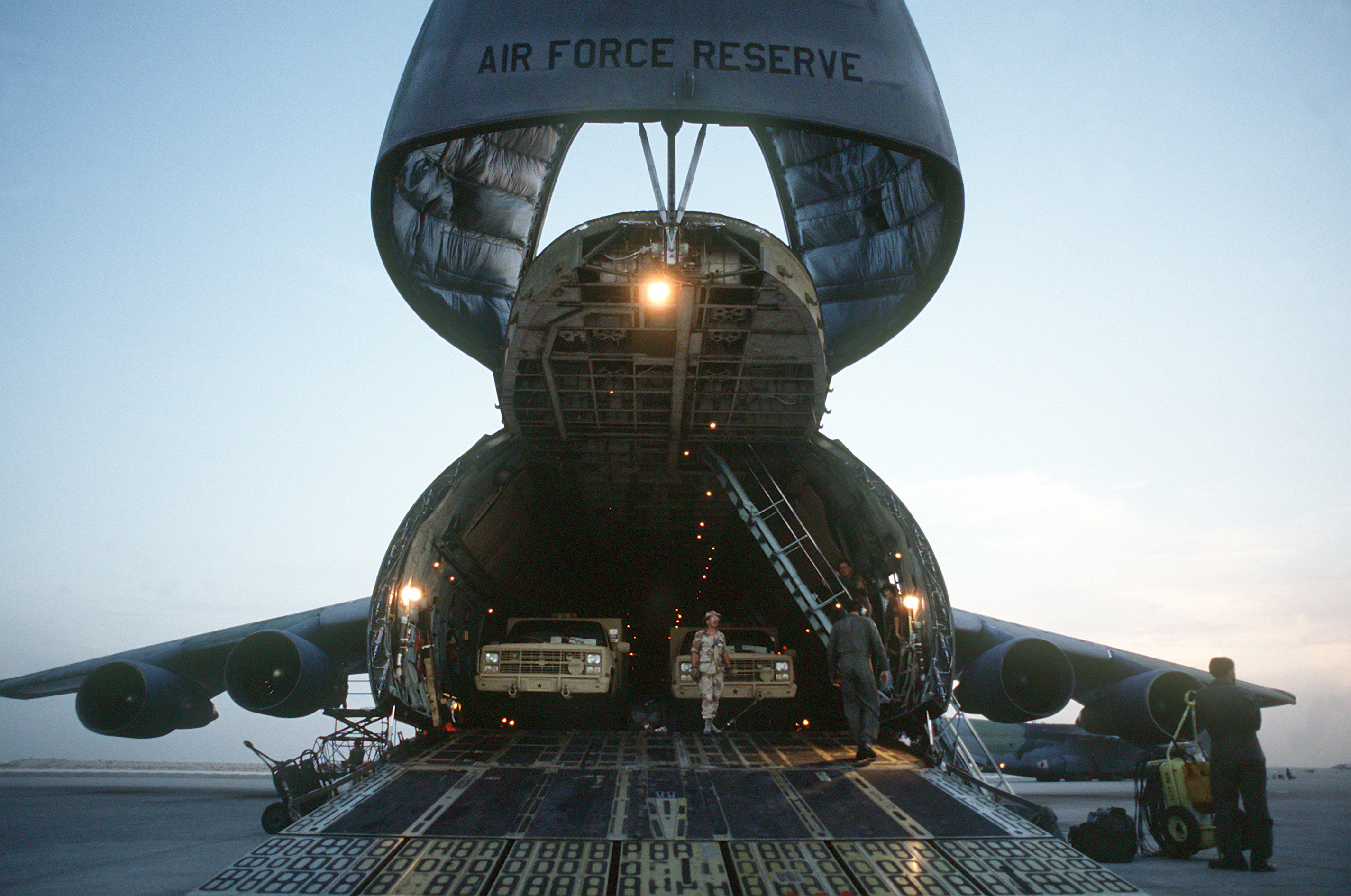
Откинутая вверх носовая часть

- 270 солдат или 75 пассажиров и 15 человек персонала
- 118 387 кг груза

Имеется дополнительная возможность погрузки через откидывающуюся вверх носовую часть.

### Грузовой отсек (нижняя палуба)
- длина 36,91 м
- ширина 5,79 м

## Лётно-технические характеристики C-5M Super Galaxy

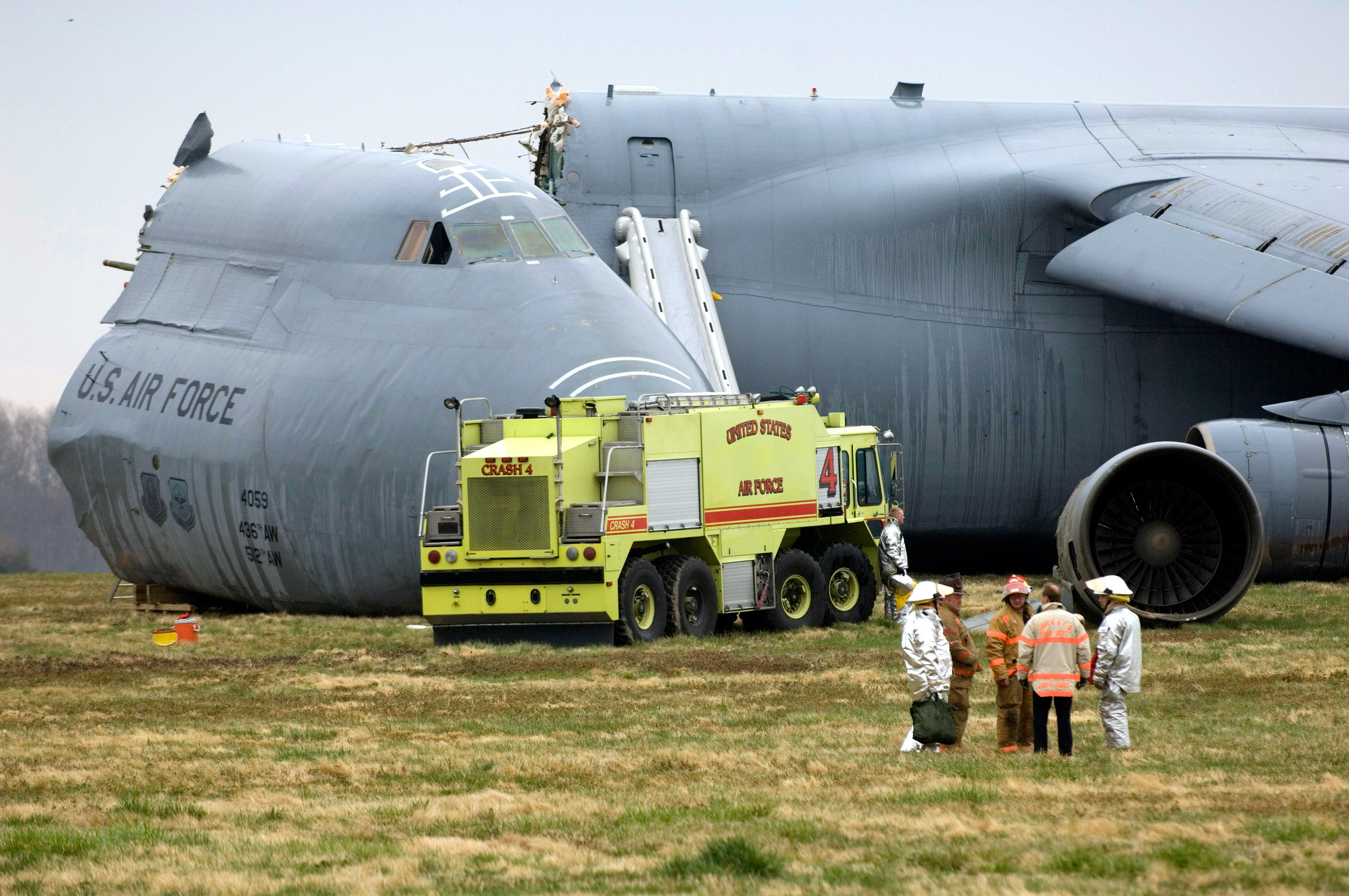
Борт 84-0059. После аварии на авиабазе «Довер» в штате Делавэр США.

- Масса максимальная взлётная — 348 300 кг
- Максимальная грузоподъёмность — 122 470 кг
- Тип двигателя — 4×ТВРД General Electric CF6-80C2
  - Тяга — 4×222 кН
- Максимальная скорость — 920 км/ч
- Максимальная дальность полёта с полной нагрузкой — 4440 км
- Практический потолок — 10 100 м
- Экипаж — 5 человек

## Катастрофы и лётные происшествия
| Дата       | Бортовой номер | Место происшествия | Модификация | Жертвы/На борту | Краткое описание |
| ---------- | -------------- | ------------------ | ----------- | --------------- | --- |
| 25.05.1970 | 67-0172        | Палмдейл           |             | 0/5             | Уничтожен пожаром в Палмдейле в штате Калифорния (США). Пожар возник в грузовом отсеке. Экипаж из 5 человек эвакуировался. |
| 17.10.1970 | 66-8303        | «Доббинс»          | C-5A        | 1+0/0           | Уничтожен пожаром на авиабазе «Доббинс» в штате Джорджия (США). Пожар начался во время технического обслуживания в одном из 12 топливных элементов самолета. Один рабочий погиб, ещё один получил ранения. |
| 27.09.1974 | 68-0227        | «Клинтон»          | C-5A        | 0/5             | Выкатился за пределы посадочной полосы и разрушился после аварийной посадки в аэропорту «Клинтон» в штате Оклахома. Заклинивший тормоз при взлёте с авиабазы «Алтус» вызвал возгорание на борту, вместо аэродрома «Клинтон-Шерман» для экстренной посадки был ошибочно выбран аэропорт с короткой посадочной полосой.    |
| 04.04.1975 | 68-0218        | Сайгон             | C-5A        | 155/328         | Совершил аварийную посадку и разрушился на рисовом поле в окрестностях Сайгона в Южном Вьетнаме. Самолёт испытал взрывную разгерметизацию в ходе операции «Babylift», развернулся, однако не смог долететь до авиабазы «Таншоннят». На борту находилось 328 человек, погибло 155 (в основном дети), 24 получили ранения. |
| 31.07.1983 | 70-0446        | «Шемья»            | C-5A        | 0/н.д.          | Потерпел крушение при посадке на авиабазе «Шемья» в штате Аляска (США). Самолёт снижаясь ниже глиссады, ударился о насыпь перед посадочной полосой. Структурные повреждения были обширными. Погибших не было. После ремонта самолёт передан ВВС Национальной гвардии Техаса.                                             |
| 29.08.1990 | 68-0228        | «Рамштайн»         | C-5A        | 13/17           | Потерпел крушение после взлёта с авиабазы «Рамштайн» в Германии. Потеря контроля была вызвана реверсом тяги двигателя № 1. |
| 16.08.2001 | 70-0461        | «Трэвис»           | C-5A        | 0/39            | Потерпел аварию во время разбега при взлёте с авиабазы «Трэвис» в штате Калифорния США. Передняя стойка шасси разрушилась, обломки повредили двигатель № 2, гидравлические линии левого основного шасси, также была повреждена нижняя часть фюзеляжа. Никто не пострадал.                                                |
| 08.01.2004 | 85-0010        | «Багдад»           | C-5B        | 0/63            | Совершил аварийную посадку в аэропорту «Багдад» Ирака после повреждения двигателя № 4 ракетой земля-воздух. Никто не пострадал. |
| 03.04.2006 | 84-0059        | «Довер»            | C-5B        | 0/17            | Потерпел крушение при посадке на авиабазе «Довер» в штате Делавэр (США). При попытке экстренной посадки из-за реверса тяги двигателя № 2 экипаж совершил ошибки, самолёт, снижаясь ниже глиссады, врезался в столб, разрушился и был списан. 2 человека получили серьёзные травмы.                                       |
| 22.05.2017 | 86-0020        | «Рота»             | C-5M        | 0/н.д.          | Совершил аварийную посадку с убранным передним шасси на военной базе «Рота» в провинции Кадис (Испания). Пострадавших не было. |
| 15.03.2018 | Флаг США       | «Лекленд»          | C-5M        | 0/н.д.          | Совершил аварийную посадку с убранным передним шасси на авиабазе «Лекленд» в штате Техас (США). Пострадавших не было. |
| 31.01.2019 | 85-0002        | «Трэвис»           | C-5M        | 0/11            | Совершил аварийную посадку с убранным передним шасси на авиабазе «Трэвис» в штате Калифорния (США). Пострадавших не было. |

## Операторы
- США — 52 C-5M по состоянию на 2018 год[39].